# Kostanjevica, Šentrupert
Kostanjevica je naselje v Občini Šentrupert.